# حملة بيل ويلد الرئاسية 2020

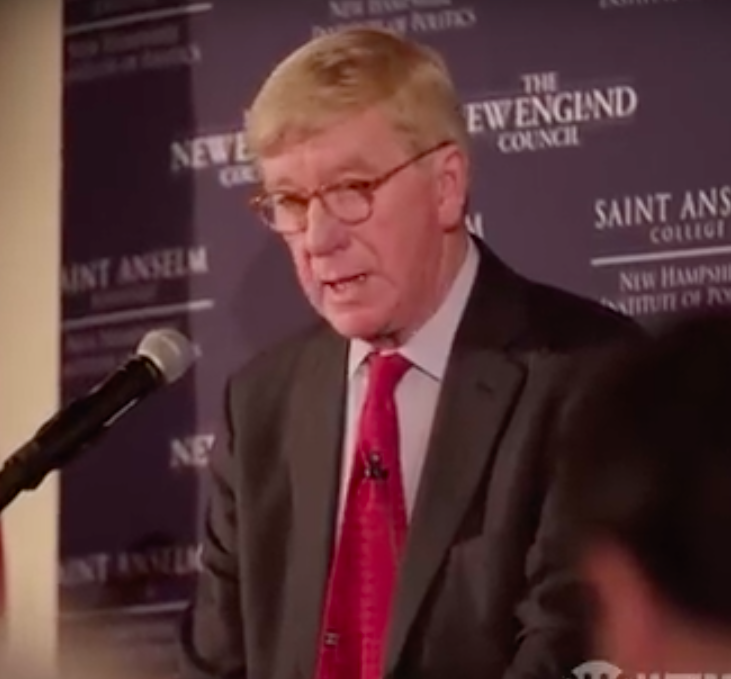
ويلد يعلن تشكيل لجنة إستكشافية

في الخامس عشر من فبراير 2019، أعلن بيل ويلد حاكم ولاية ماساتشوستس السابق عن تشكيل لجنة إستكشافية للنظر في ترشيح الحزب الجمهوري في انتخابات الرئاسة في الولايات المتحدة عام 2020. وفي 15 أبريل 2019، أعلن ويلد رسميا أنه سيترشح للرئاسة، متحديا دونالد ترامب الحالي. كان ويلد سابقا مرشح الحزب الليبرتاري لمنصب نائب الرئيس في عام 2016 في تذكرة غاري جونسون. وقد أوقف ويلد حملته الانتخابية في 18 مارس 2020. وفي وقت لاحق أيد المرشح الديمقراطي جو بايدن لمنصب الرئيس.

## وصلات خارجية
- موقع الحملة الرسمي